# سفیداله
سفیداله، روستایی است از توابع بخش خلجستان شهرستان قم در استان قم ایران.
روستای سفیداله دارای آب و هوایی خشک و زمستانی‌های سرد است. بهترین زمان بازدید از روستا اردیبهشت ماه است.
اکثر محصولات روستا انار بوده و در کنار آن میوه‌هایی از جمله گردو و توت نیز یافت می‌شود.
در روستای مشاغلی از جمله انجام کارهای ساختمانی انجام می‌شود.
روستا دارای مسجد، مدرسه و مزارستانی می‌باشد.
در حال حاضر به دلیل کم‌آبی روستاییان در حال مهاجرت به شهر هستند.

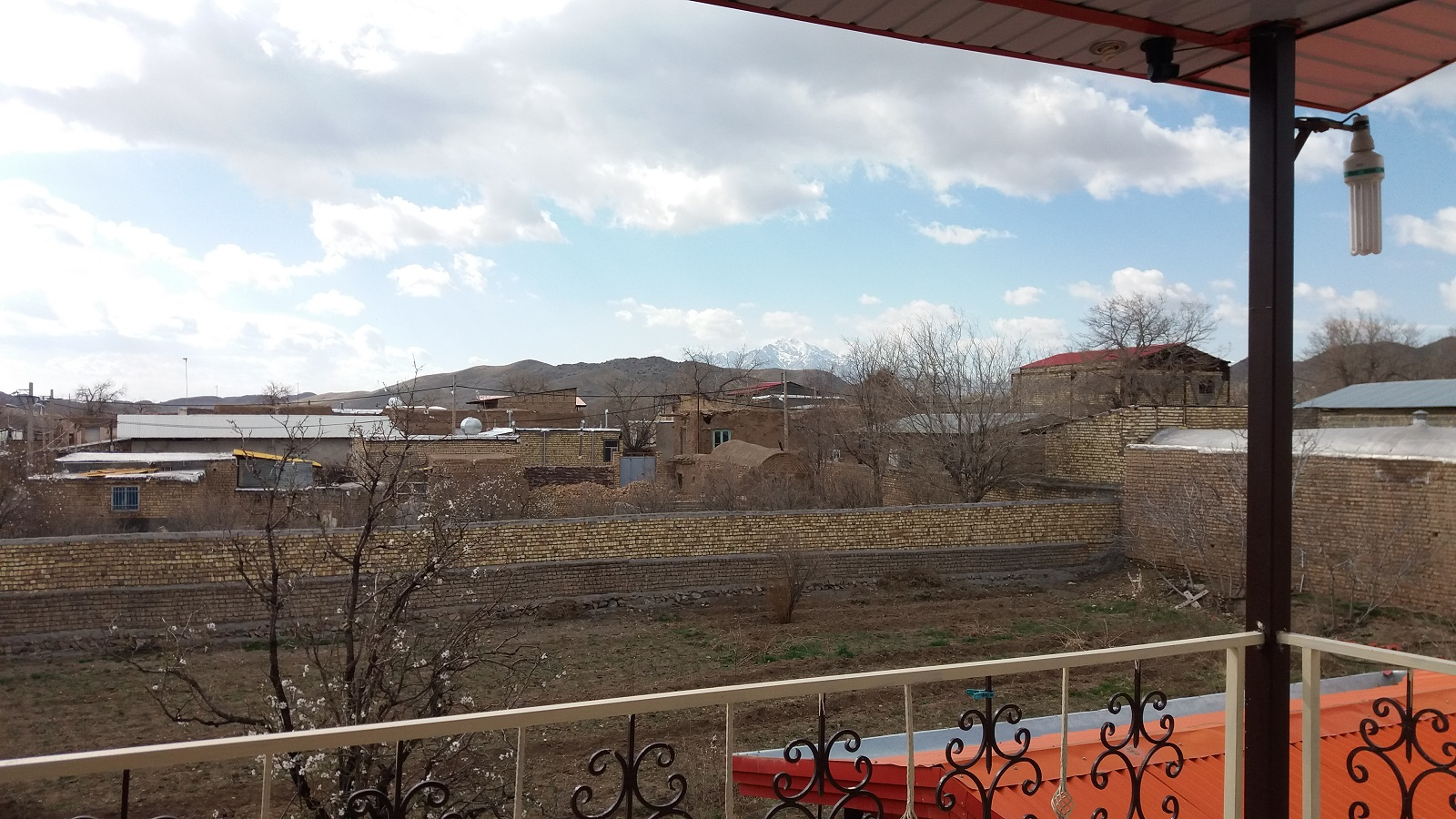

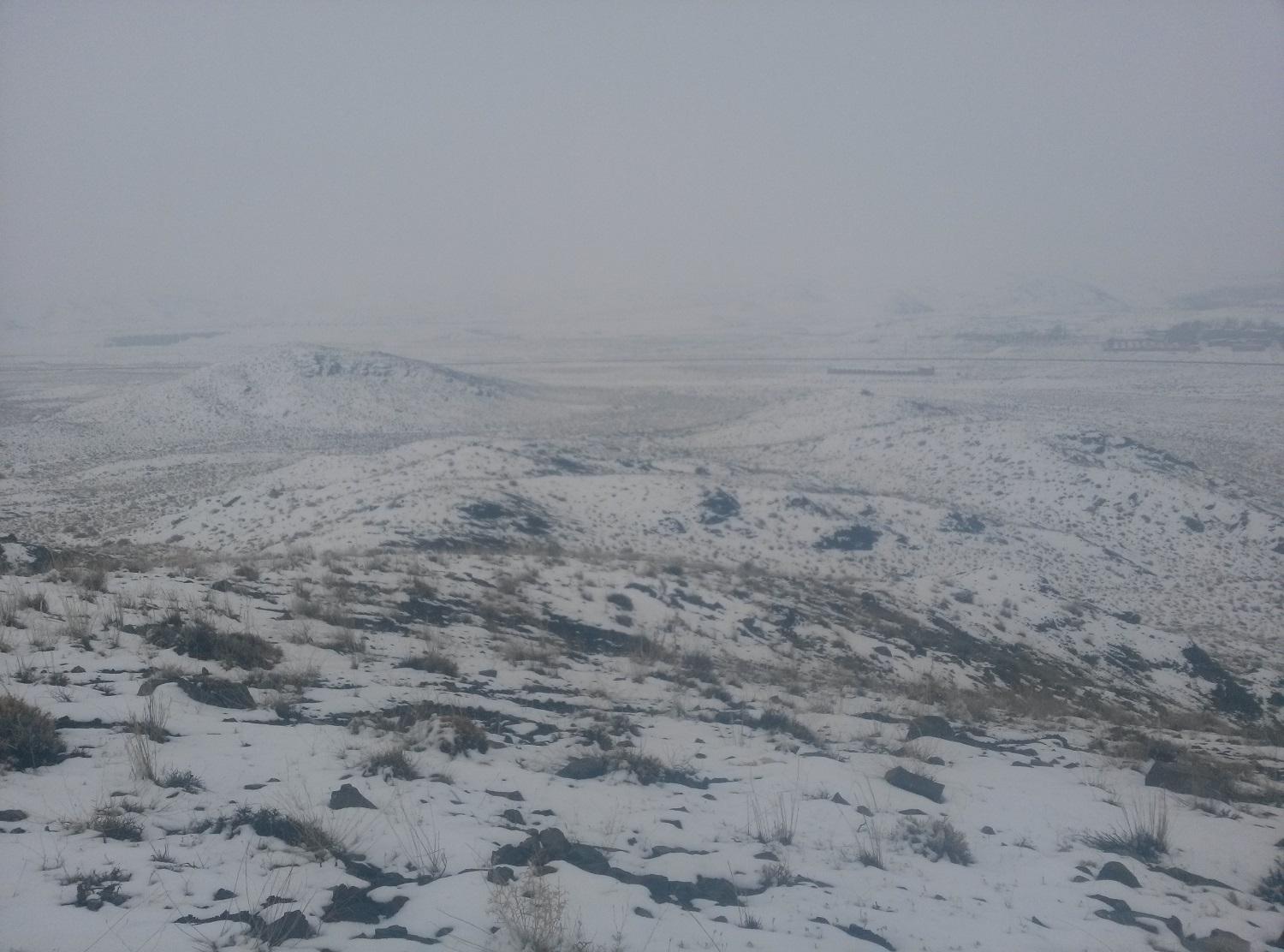
نمایی از روستا سفیداله در زمستان

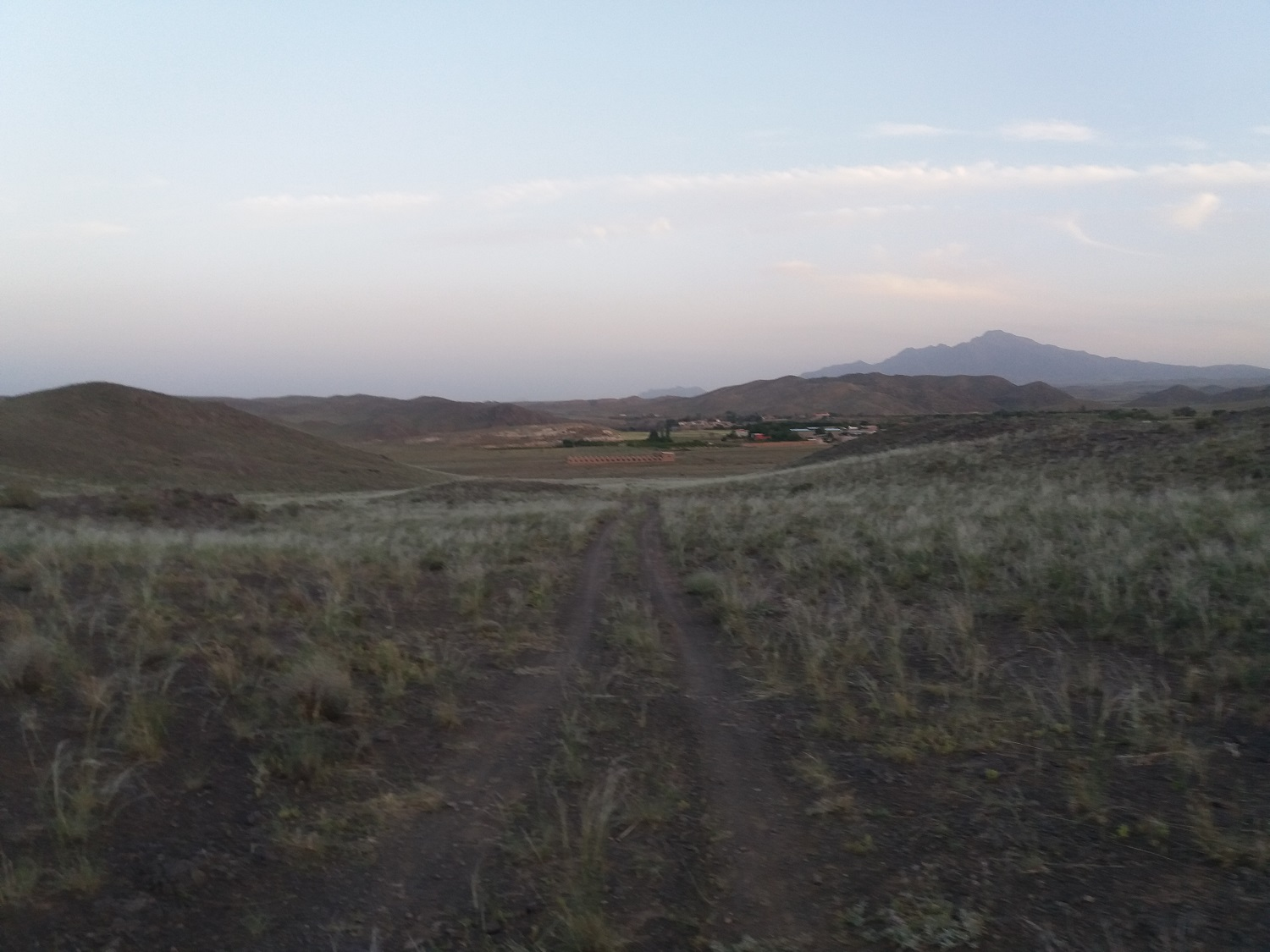
نمایی از روستای سفیداله از بالای کوه

## جمعیت ۵۳
این روستا در دهستان دستجرد (قم) قرار دارد و براساس سرشماری مرکز آمار ایران در سال ۱۳۹۵، جمعیت آن ۵۳ نفر (۲۰خانوار) بوده‌است.